# Hydropsyche breviculata
Hydropsyche breviculata is een schietmot uit de familie Hydropsychidae. De soort komt voor in het Oriëntaals gebied.